# Saint-Servant
Saint-Servant är en kommun i departementet Morbihan i regionen Bretagne i nordvästra Frankrike. Kommunen ligger i kantonen Josselin som tillhör arrondissementet Pontivy. År 2022 hade Saint-Servant 789 invånare.

## Befolkningsutveckling
Antalet invånare i kommunen Saint-Servant
| Referens: INSEE |